# Ежрека
Ежрека (или Еже-река) — река в России, протекает по Вытегорскому району Вологодской области.

## География и гидрология
В долине реки населённые пункты отсутствуют. Река берёт своё начало из Ежозера, высота истока 207,8 метра над уровнем моря, она впадает в Кимреку в 15 км от устья последней, на высоте 136,2 метра над уровнем моря. Длина реки составляет 19 км, площадь водосборного бассейна — 64,8 км².

## Данные водного реестра
По данным государственного водного реестра России относится к Балтийскому бассейновому округу, водохозяйственный участок реки — Бассейн Онежского озера без рр. Шуя, Суна, Водла и Вытегра, речной подбассейн реки — Свирь (включая реки бассейна Онежского озера). Относится к речному бассейну реки Нева (включая бассейны рек Онежского и Ладожского озера).
Код объекта в государственном водном реестре — 01040100612102000017796.